# Chloroclystis athaumasta
Chloroclystis athaumasta är en fjärilsart som beskrevs av Turner 1908. Chloroclystis athaumasta ingår i släktet Chloroclystis och familjen mätare. Inga underarter finns listade i Catalogue of Life.